# حديقة لوكسمبورغ
حديقة لوكسمبوغ (بالفرنسية: Jardin du Luxembourg)‏ هي ثاني أكبر حديقة عامة في باريس. ظهرت الحديقة في رواية فكتور هوغو المشهورة باسم البؤساء.

## الموقع
تقع في الدائرة السادسة في باريس على يسار بولفارد سان ميشيل المنحدر باتجاه نهر السين ، وهي جزء من الحي اللاتيني الباريسي المعروف .

## العلاقة مع قصر مجلس الشيوخ
في الواقع فان هذه الحديقة تتبع لقصر السينا (مجلس الشيوخ الفرنسي) وهي جزء منه ولكن متاحة للعموم ويتبع تنظيمها وحراستها له وليس لبلدية باريس.